# Problema de Napoleón
El problema de Napoleón es un famoso problema de construcción con compás en geometría euclídea.
Dado un círculo y su centro, se trata de dividir el círculo en cuatro arcos iguales empleando solo un compás, o lo que es lo mismo, hallar los cuatro vértices de un cuadrado inscrito en la circunferencia dada.
A pesar de que Napoleón Bonaparte era un matemático aficionado, se desconoce si llegó a resolver el problema, e incluso si fue él quien lo creó. Fue su amigo, el matemático Lorenzo Mascheroni, quien introdujo la limitación de usar solo el compás y lo expuso en 1802 en su libro La géométrie du compas. 